# Cacahuatepec (Guerrero)
Cacahuatepec es una localidad del estado mexicano de Guerrero. Es parte del municipio de José Joaquín de Herrera.

## Toponimia
El nombre «Cacahuatepec» proviene de los términos en náhuatl: 
cacaotl, cacao; tepetl, cerro. Su significado es «Cerro del cacao».

## Demografía
| Gráfica de evolución demográfica |
|                                  |

| Censo | Población |
| ----- | --------- |
| 1970  | 70        |
| 1980  | 298       |
| 1990  | 432       |
| 2000  | 602       |
| 2010  | 899       |
| 2020  | 1 004     |